# Villers-lès-Guise
Villers-lès-Guise ist eine französische Gemeinde mit 160 Einwohnern (Stand: 1. Januar 2022) im Département Aisne in der Region Hauts-de-France. Sie gehört zum Arrondissement Vervins, zum Kanton Guise und zum Gemeindeverband Thiérache Sambre et Oise.

## Lage
Die Gemeinde Villers-lès-Guise liegt in der Landschaft Thiérache, 20 Kilometer nordwestlich von Vervins. Nachbargemeinden von Villers-lès-Guise sind Lavaqueresse im Nordosten, Malzy im Osten, Monceau-sur-Oise im Südosten, Flavigny-le-Grand-et-Beaurain im Süden, Lesquielles-Saint-Germain im Westen sowie Iron im Nordwesten. Im Norden des Gemeindegebietes von Villers-lès-Guise stehen sieben Windkraftanlagen als Teil eines interkommunalen Windparks.

## Bevölkerungsentwicklung
| Jahr                       | 1962 | 1968 | 1975 | 1982 | 1990 | 1999 | 2009 | 2015 | 2022 |
| Einwohner                  | 254  | 250  | 199  | 195  | 203  | 182  | 170  | 171  | 160  |
| Quellen: Cassini und INSEE |      |      |      |      |      |      |      |      |      |

## Sehenswürdigkeiten

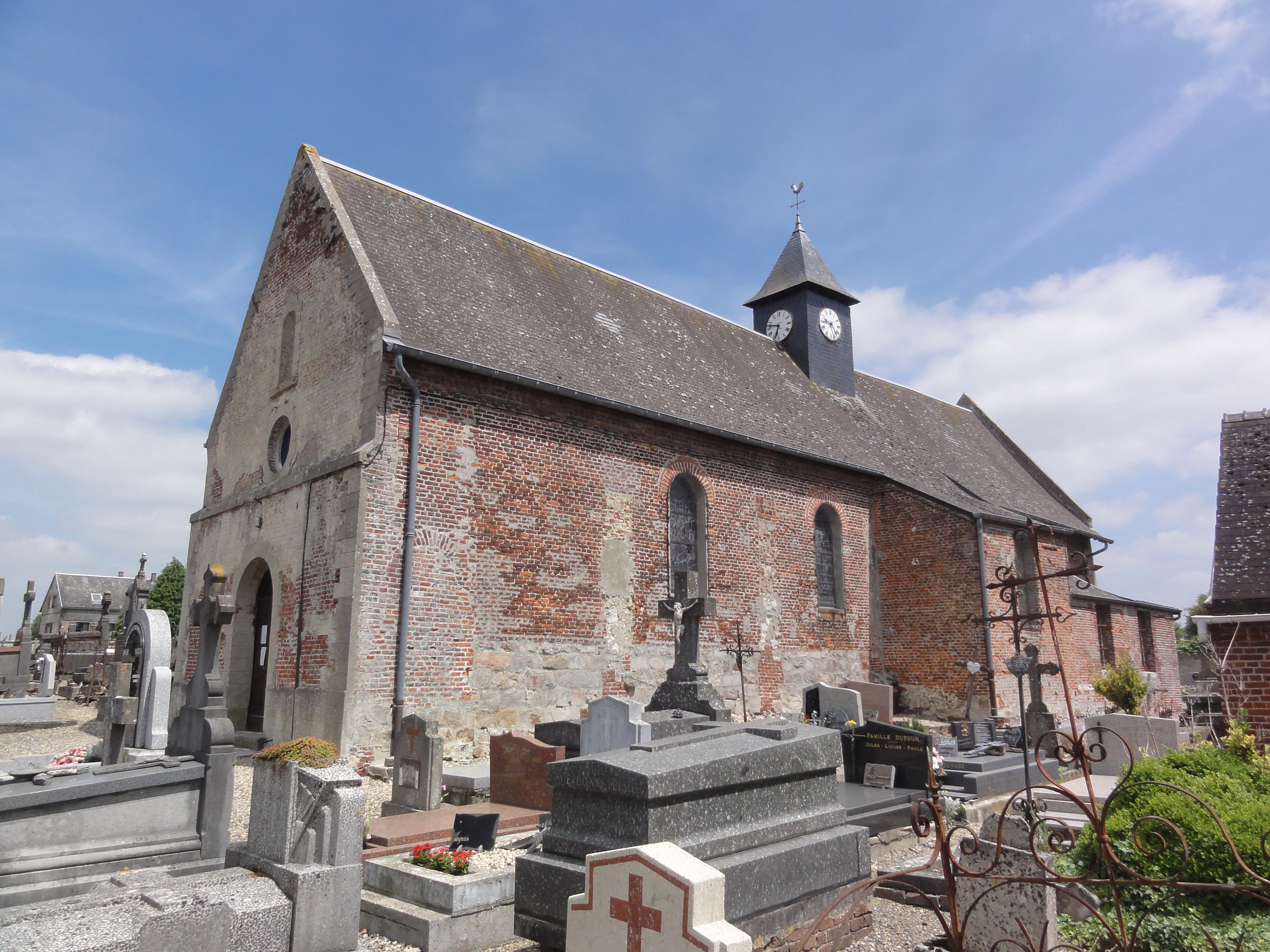
Kirche Saint-Rémi
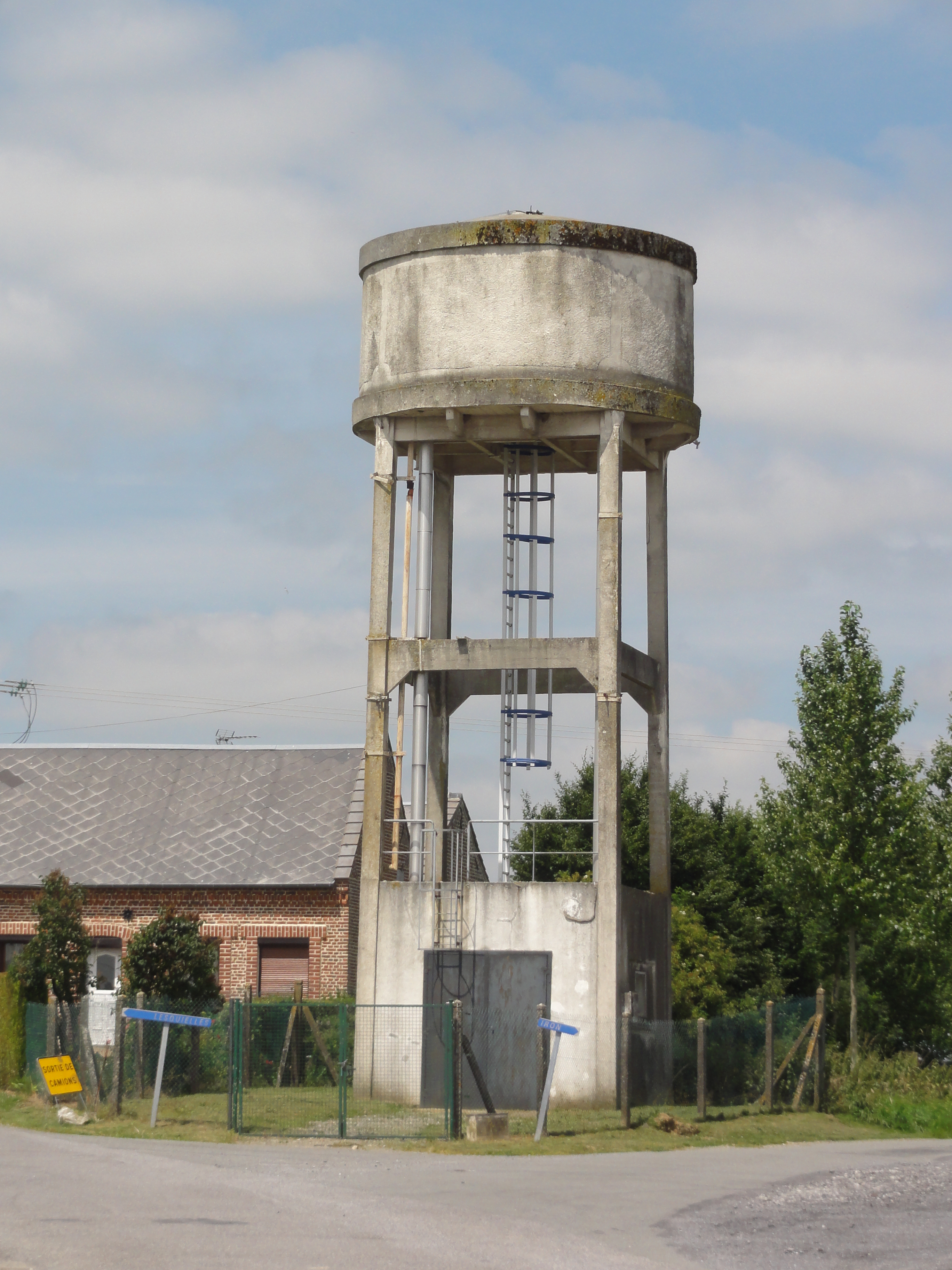
Wasserturm
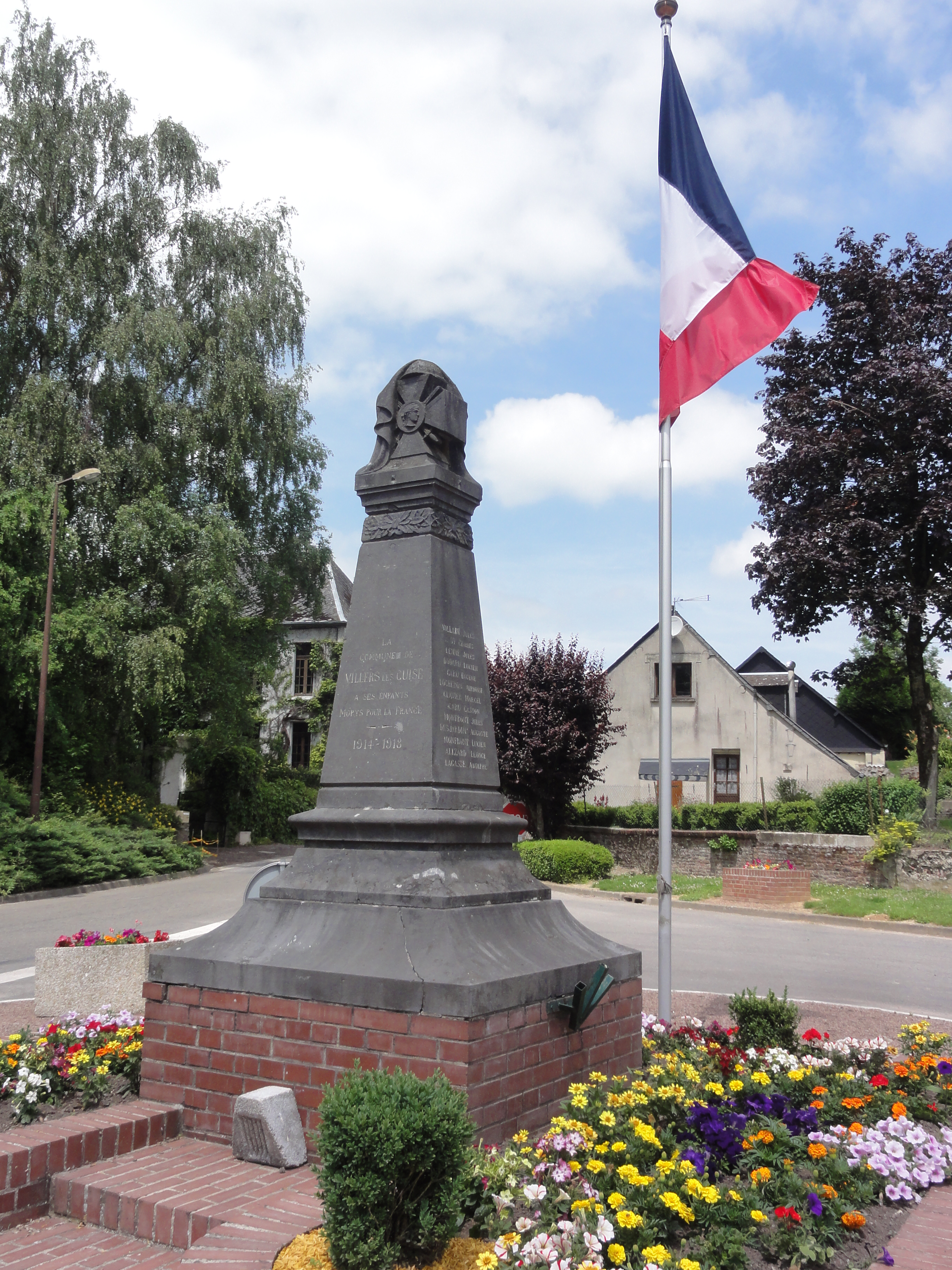
Gefallenendenkmal

- Kirche Saint-Rémi
- Wasserturm
- Gefallenendenkmal